# Método de Laguerre
El método de Laguerre es un método numérico de uso exclusivo para resolver ecuaciones algebraicas polinómicas (no se puede usar para otro tipo de ecuaciones) que nos permite calcular las raíces reales y complejas de cualquier ecuación algebraica de grado n realizando iteraciones. Posee orden de convergencia cúbica para raíces de multiplicidad unitaria, pero puede tener órdenes de convergencia menor si la raíz a calcular es de multiplicidad dos o mayor. 
Este método recibe su nombre en honor a Edmond Laguerre, un matemático francés.

## Método de Laguerre
Sea P(x) un polinomio real cualquiera en una sola variable x de la forma

{\displaystyle P(x)=x^{n}+a_{n-1}\,x^{n-1}+\cdots +a_{1}\,x+a_{0},},

que se ha puesto por comodidad normalizado {\displaystyle a_{n}=1\,} y el cual al hacerse {\displaystyle P(x)=0} se transforma en una ecuación algebraica con {\displaystyle n\,} raíces denotadas como {\displaystyle z_{1},z_{2},\dots ,z_{n-1},z_{n}}, que deseamos poder calcular como función de sus coeficientes polinómicos. Sean 
- {\displaystyle G={\frac {P'(x_{k})}{P(x_{k})}}}
- {\displaystyle H=G^{2}-{\frac {P''(x_{k})}{P(x_{k})}}}
- {\displaystyle s_{k}={\frac {n}{G+{\text{sign(G+0)}}\cdot {\sqrt {(n-1)(nH-G^{2})}}}}}
- {\displaystyle x_{k+1}=x_{k}-s_{k}}

- Datos: Q1171964